# Godefroy Brossay-Saint-Marc

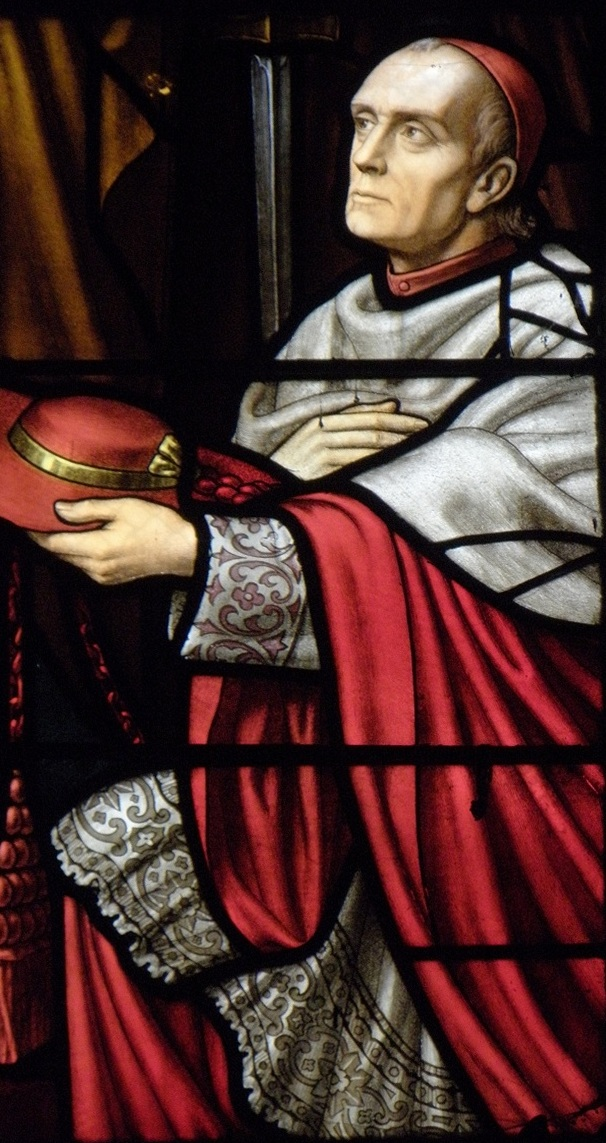
Geoffroy Kardinal Brossais Saint-Marc auf einem Fensterbild der Kirche Saint-Pierre-et-Saint-Paul in Piré-sur-Seiche

Godefroy (Geoffroy) Brossay-Saint-Marc (abweichende Namensschreibweise: Godefroy de Brossais de Saint-Marc; * 5. Februar 1803 in Rennes; † 26. Februar 1878 ebenda) war ein französischer Kardinal der römisch-katholischen Kirche und von 1859 bis zu seinem Tod der erste Erzbischof von Rennes.

## Leben

Kardinalswappen

Geoffroy Brossais Saint-Marc stammte aus einer Adelsfamilie, der unter anderem das Château du Boschet in Bourg-des-Comptes gehörte. Am 2. April 1831 empfing er die Priesterweihe. Nachdem er am 26. März 1841 zum Bischof von Rennes ausgewählt und am 12. Juli 1841 für dieses Amt bestätigt wurde, empfing er am 10. August 1841 die Bischofsweihe durch den emeritierten Bischof von Rennes Claude Louis de Lesquen und die Mitkonsekratoren Jean-Baptiste Bouvier, Bischof von Le Mans, und Jean-François de Hercé, Bischof von Nantes.
Mit der Erhebung des Bistums Rennes zum Erzbistum am 3. Januar 1859 wurde Geoffroy Brossais Saint-Marc zu dessen erstem Erzbischof ernannt. Er nahm als Konzilsvater vom 8. Dezember 1869 bis zum 20. Oktober 1870 am Ersten Vatikanischen Konzil teil. Beim Konsistorium vom 17. September 1875 wurde er von Papst Pius IX. zum Kardinal erhoben. Am 3. April 1876 erhielt er den Titel als Kardinalpriester von Santa Maria della Vittoria.
Nach dem Tod von Papst Pius IX. am 7. Februar 1878 konnte er aus Krankheitsgründen bereits nicht mehr am Konklave teilnehmen, das Vincenzo Gioacchino Kardinal Pecci als Papst Leo XIII. wählte. Knapp eine Woche nach dem Konklave starb er am 26. Februar 1878 im Alter von 75 Jahren.